# Albreda

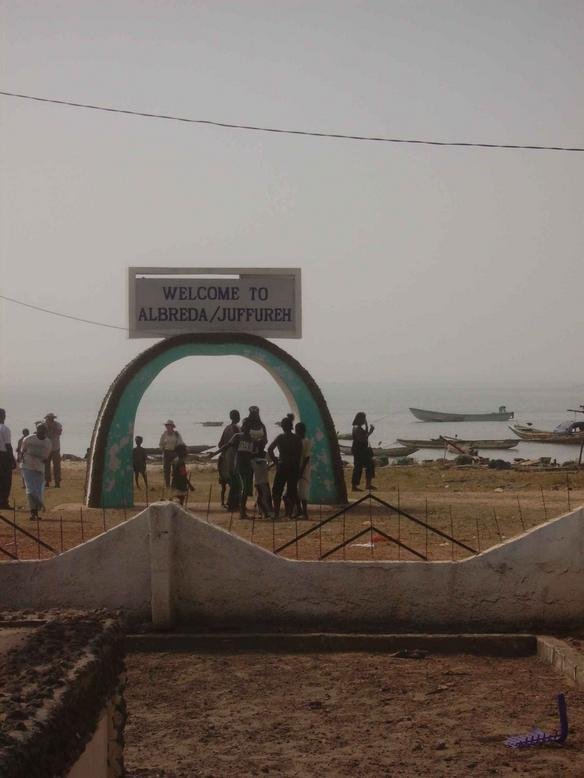
Signe de bienvenue à Albreda

Albreda est un ancien poste colonial situé dans l'actuelle Gambie (division de North Bank), sur la rive nord du fleuve Gambie. Il fut pendant un moment une enclave française en territoire britannique, désignée diversement comme un poste commerçant ou un marché d'esclaves. En 2008, la population de la ville d'Albreda-Jufureh était estimée à 1 776 habitants.

## Histoire
Prise aux Portugais, l'enclave Albreda fut établie par la France en 1681, bien qu'elle fût habitée premièrement par les indigènes. La terre fut donnée aux Français par le souverain du royaume de Niumi, Niumi Mansa, car son peuple était dépendant du commerce avec les Européens. La colonie française ne fut jamais très étendue, mais présentait un inconvénient pour les Britanniques, qui étaient bien implantés dans cette région du fleuve Gambie, ainsi que sur l'île James, laquelle île remplissait la même fonction, à environ trois kilomètres sur la rive opposée. Il y eut ainsi des tensions perpétuelles dans cette zone entre les deux puissances coloniales tout au long du XVIIIe siècle.
En 1856, un accord entre les deux pays fit que la France transféra sa souveraineté sur Albreda au Royaume-Uni. Albreda accueille aujourd'hui un musée consacré à l'esclavage.

## Naufrage
En 1766, le navire négrier nantais Henriette effectue sa traite négrière en Gambie. Une révolte des captifs massacre l’équipage. Le second d'un autre navire, la Jeune Reine, échoué l'année précédente sur le banc de Saint Gonard à l’entrée du fleuve Gambie, prend le commandement de l'Henriette et échoue le navire devant Albreda.